# Lior Suchard

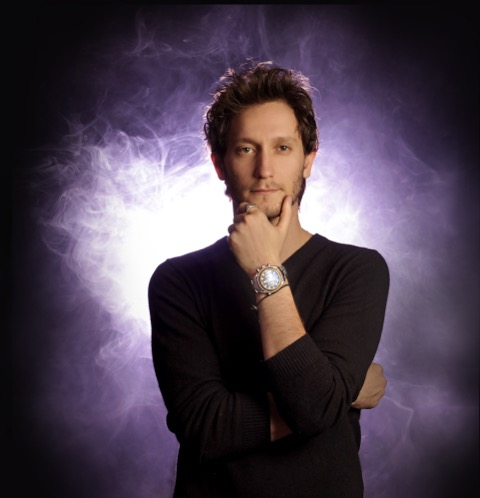
Lior Suchard (2015)

Lior Suchard; hebräisch ליאור סושרד (* 6. Dezember 1981 in Tel Aviv-Jaffa) ist ein israelischer Mentalist.

## Leben
Lior Suchard wuchs in seiner Geburtsstadt Haifa auf. Nach seinem Schulabschluss und der darauffolgenden dreijährigen Dienstzeit beim israelischen Militär begann sich Suchard auf seine Bühnenkarriere zu konzentrieren. Mit einer 2006 von Uri Geller moderierten Fernsehshow (אורי גלר מחפש את היורש), in der Geller seinen Nachfolger suchte, hatte Suchard seinen großen Durchbruch. Gegen acht weitere Kandidaten setzte er sich nach 12 Wochen durch und gewann die Sendung. Das Format wurde in mehrere Länder ausgestrahlt und verkauft, darunter Deutschland, Polen und Italien.  So trat Suchard 2008 in The next Uri Geller – Unglaubliche Phänomene Live auf. Ebenfalls trat er fünf Mal bei The Tonight Show mit Jay Leno auf und wurde unter anderem auch von Larry King interviewt. Zuletzt war Suchard im Mai 2016 Gast der Fernsehsendung Verstehen Sie Spaß?.
Am 16. und 18. Mai 2019 trat er beim zweiten Halbfinale bzw. Finale des Eurovision Song Contests, der in Tel Aviv ausgetragen wurde, während der Abstimmungsphase auf.

## Werke
- Mind Reader: Unlocking the Power of Your Mind to Get What You Want (2012)